# Casa Santurce
La casa Santurce, també coneguda com a Casa Pablo Ubarri, és un edifici situat al carrer de València, 293-295 de l'Eixample de Barcelona, catalogat com a bé cultural d'interès local.

## Història
Va ser projectat el 1902 per l'arquitecte Miquel Madorell i Rius per a Pablo Ubarri e Iramategui, un destacat industrial ferroviari enriquit a Puerto Rico i segon comte de San José de Santurce, títol concedit el 1880 al seu pare Pablo Ubarri y Capetillo per Alfons XII.
Acabat de construir el 1905, durant el segle xx va ser residència del poeta Román de Saavedra y de Almenara i de la seva filla, l'escriptora Anna Maria de Saavedra i de Macià. Els seus descendents, la família Álvarez-Cuevas, hi van residir fins a l'any 2013. També hi va viure la princesa Alèxia de Grècia i Dinamarca fins al 2003.

## Descripció
De planta rectangular, l'estructura en alçat d'aquesta casa de veïns comprèn planta baixa, cinc pisos i terrat transitable. Depassant la línia de cornisament, dues cuculles vuitavades que coronen les tribunes laterals que flanquegen la façana. L'accés principal dona pas a una zona de vestíbul i a un celobert central rectangular en el qual es localitza l'escala de veïns i l'ascensor original.
La façana estructura les seves obertures en cinc eixos verticals de ritme regular, formant una composició axial al voltant de l'accés principal. La planta baixa s'obre al carrer per mitjà de cinc portals de pedra tancats per arcs rebaixats amb relleus vegetals a la imposta. Mentre els dos portals laterals donen pas a les botigues de planta baixa, el portal central conté l'entrada a l'immoble i es presenta coronat per un gran escut de la casa de San José de Santurce envoltat de fulles d'acant i flors. Els carcanyols d'aquests portals presenten, esculpits en pedra, els permòdols que sostenen les llosanes pètries dels balcons i tribunes del pis principal.
Pel que fa als pisos superiors, tancats per una façana revestida de morters que simulen un carreuat regular d'acabat rugós, s'articulen per mitjà d'obertures pètries de mesura decreixent en funció de l'alçada respecte del sòl. Tots els pisos segueixen la mateixa composició simètrica que utilitza el balcó central com a eix d'axialitat. Aquest balcó central consta de dues portes geminades separades per un mainell, mentre que els balcons que el flanquegen presenten portes simples que contenen, en la seva imposta, flors esculpides que serveixen de mènsula del balcó superior. Cadascun d'aquests balcons presenten una llosana de perfil corb i estan tancats per baranes de ferro forjat amb aplics florals de color daurat. Tanmateix, els elements més singulars d'aquest edifici són les tribunes que tanquen la façana a banda i banda, aportant verticalitat a aquesta. Aquests elements poligonals se sostenen, en planta baixa, a través de quatre permòdols ornats amb bustos femenins i figures d'infants esculpides en pedra. Les tribunes, tancades amb vidre, presenten llur estructura de ferro i també es tanquen per mitjà de baranes i llindes de ferro fos i colat ornat amb aplics florals daurats. Rematant aquestes estructures, unes cuculles vuitavades d'escates de ceràmica vidrada negra reposen sobre una potent estructura de ferro ornada a base d'ogives i elements florals.
El vestíbul i l'escala de la casa també presenten elements destacables. D'entrada cal destacar la presència del marbre blanc i rosat en els terres, així com de marbre rosat i verd als arrimadors i les pilastres que sostenen el sostre. Aquest sostre presenta motllures florals de guix. Al fons del vestíbul es conserva la garita del conserge i l'accés a l'ascensor, realitzats amb fusta tallada en forma de columnes helicoidals i vitralls de colors representant iris hispànics. Al costat de l'ascensor arrenca l'escala, amb llurs graons i baranes de marbre blanc, així com l'escultura infantil que dona la benvinguda al visitant, ajaguda sobre el passamà de la barana. En el primer replà hi destaca la presència d'un aiguamans de pedra esculpida en forma de ram de lliris d'aigua.

## Galeria

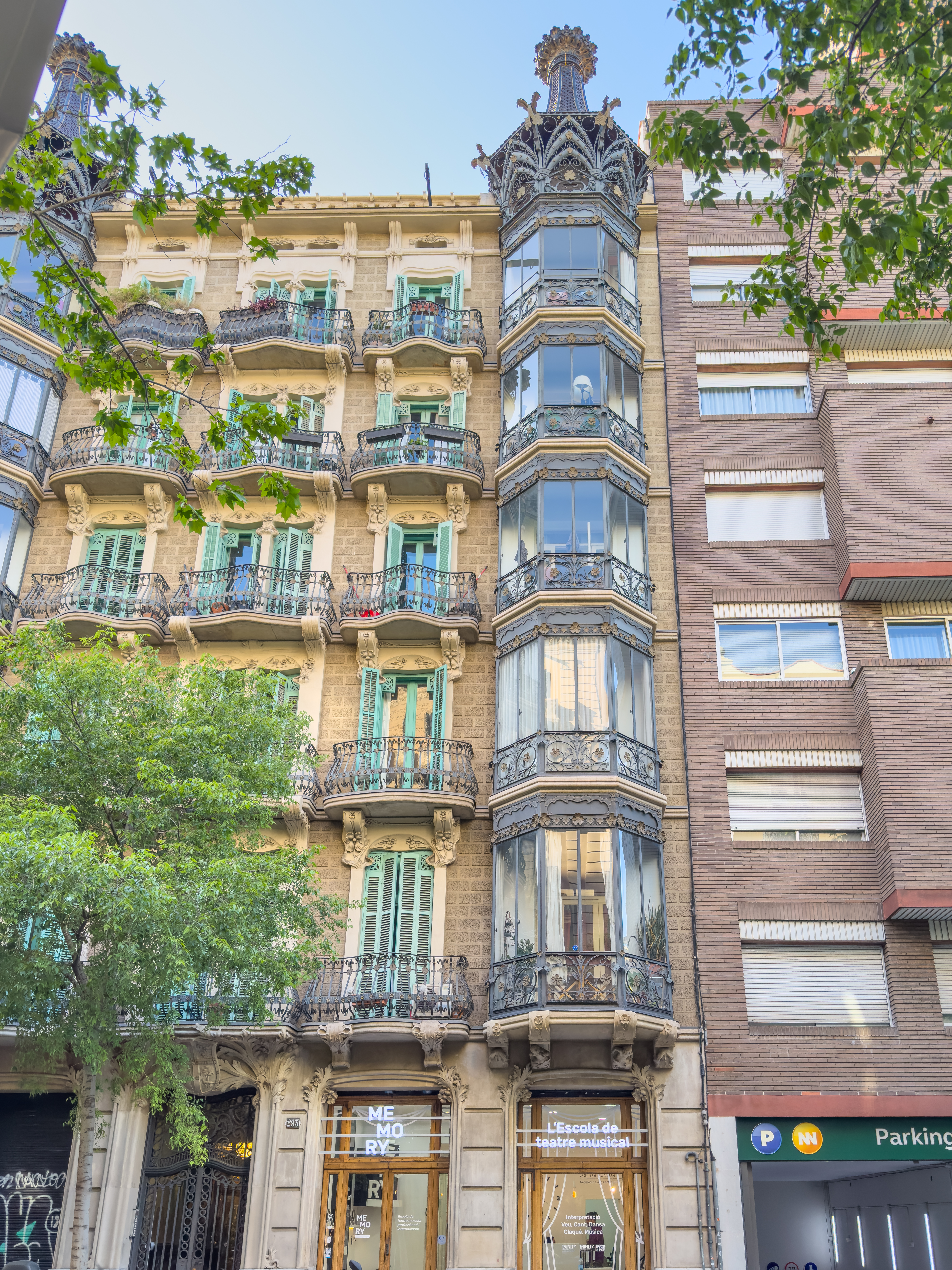
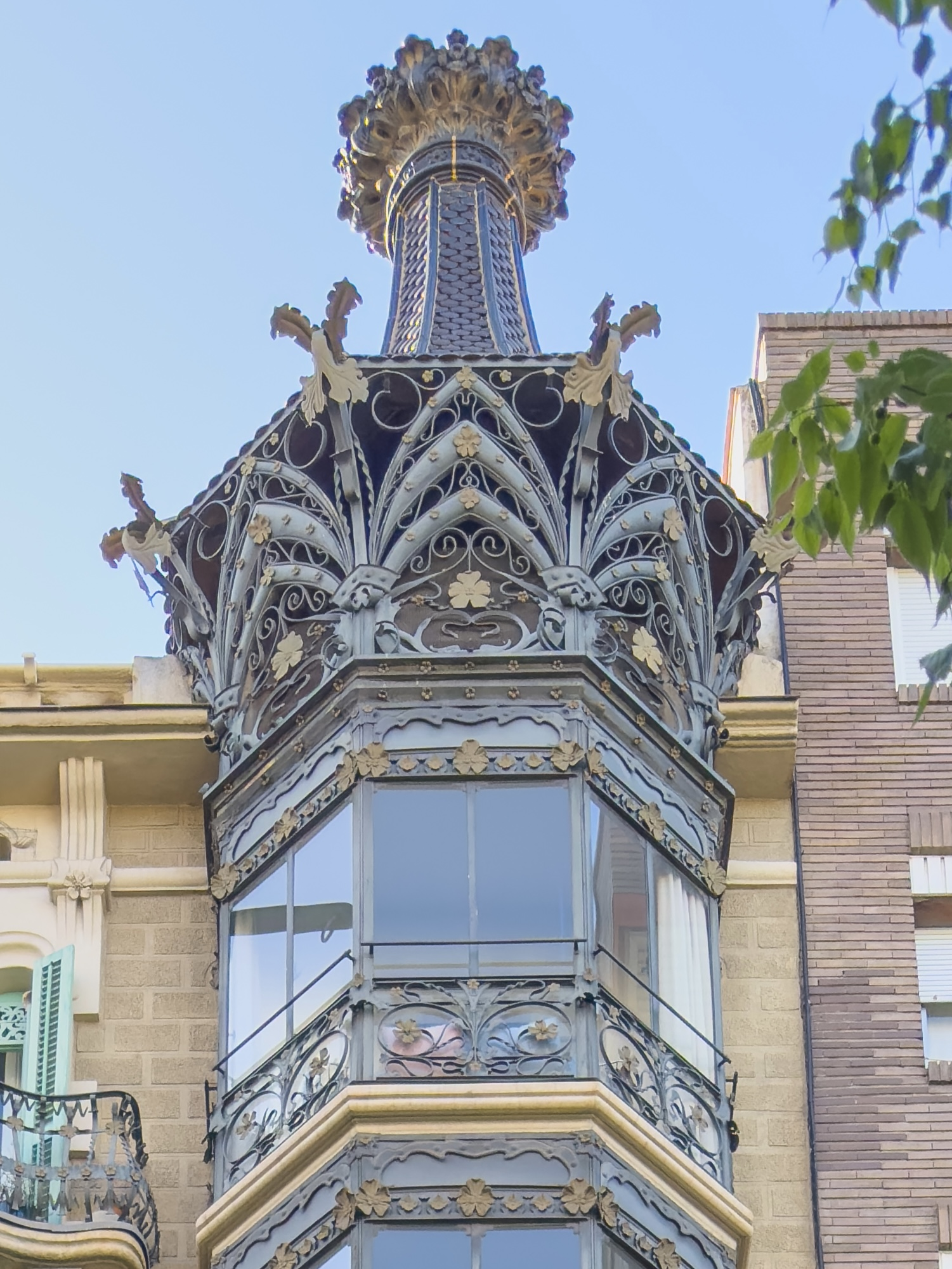
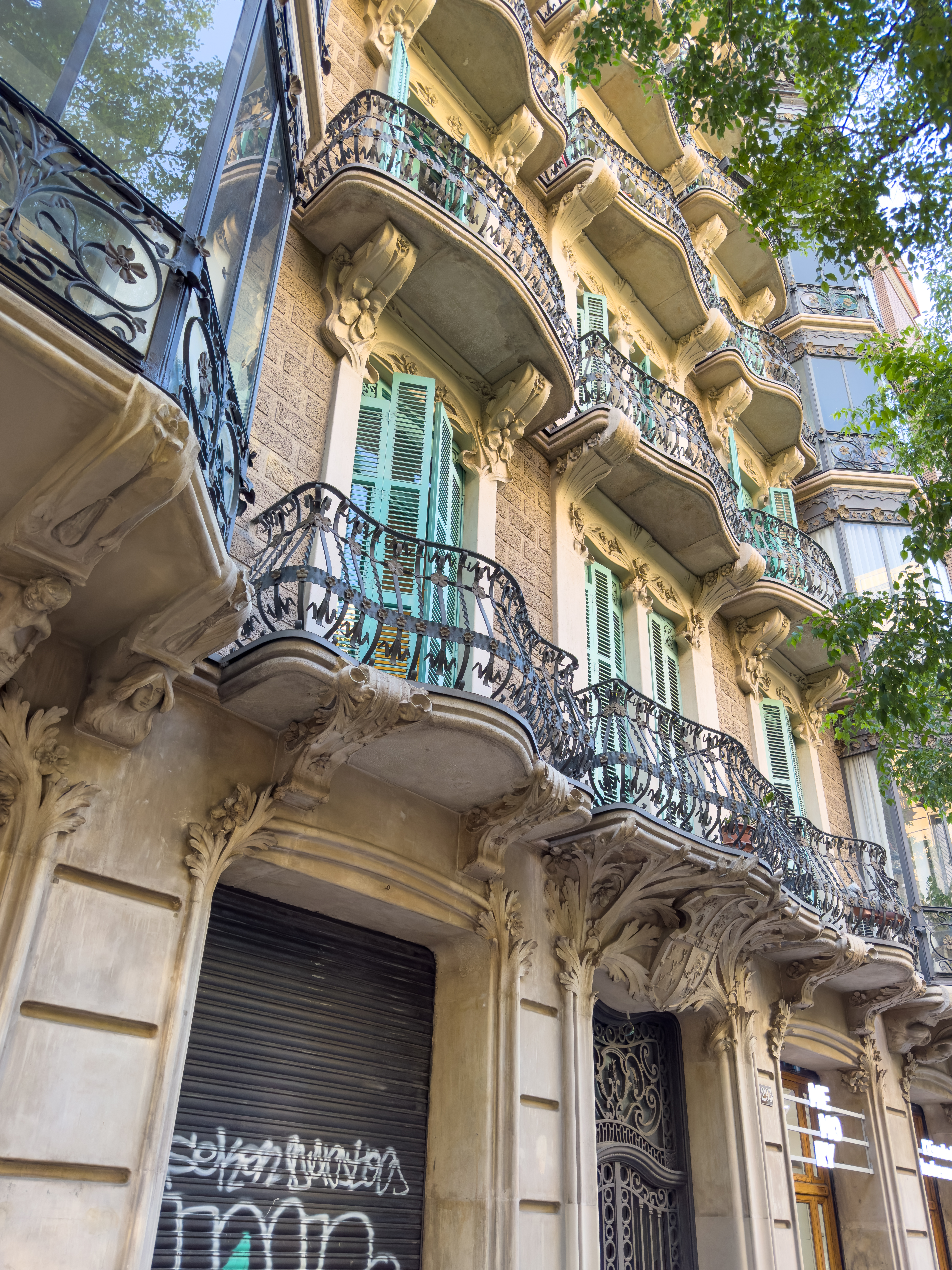
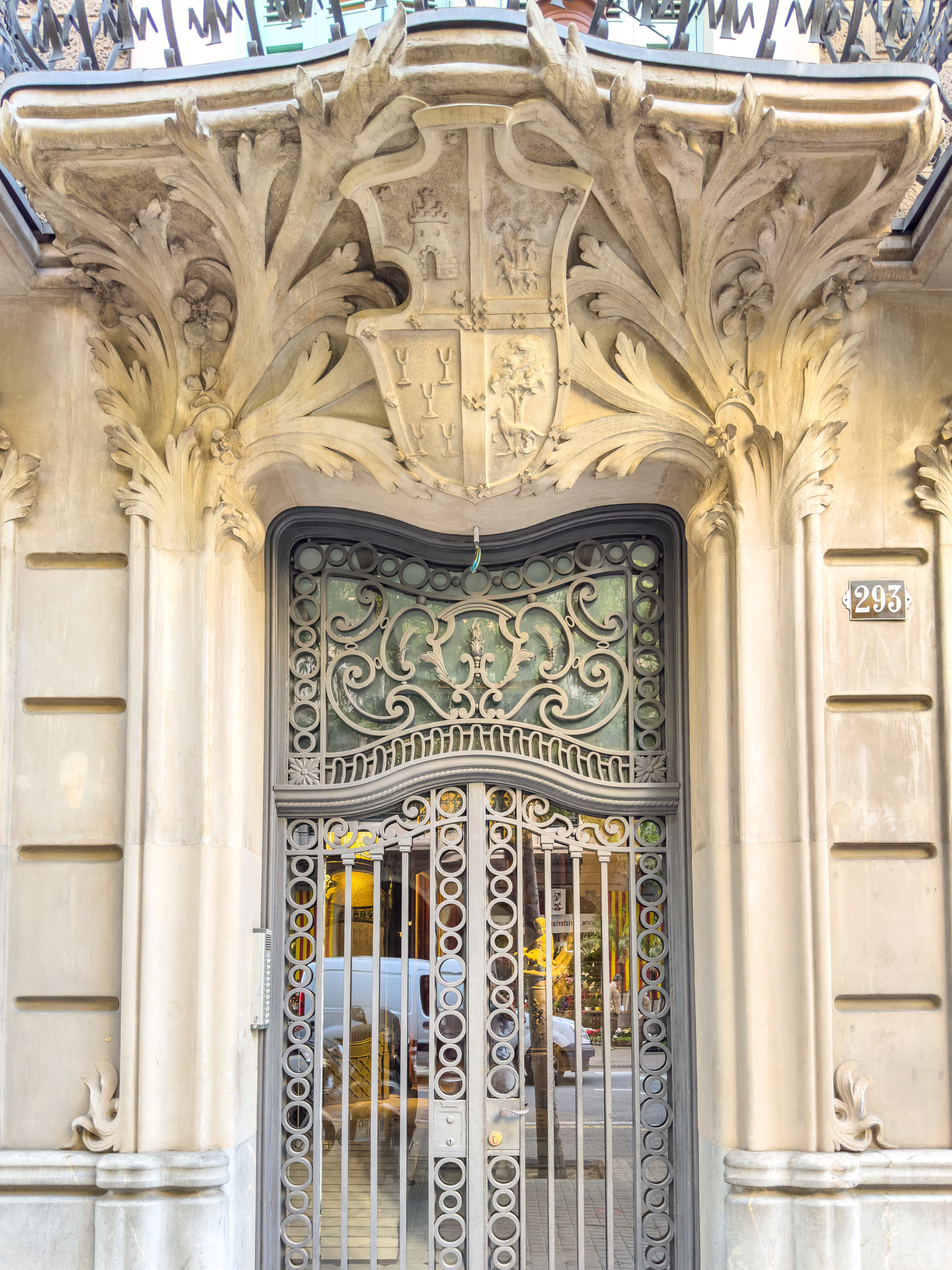
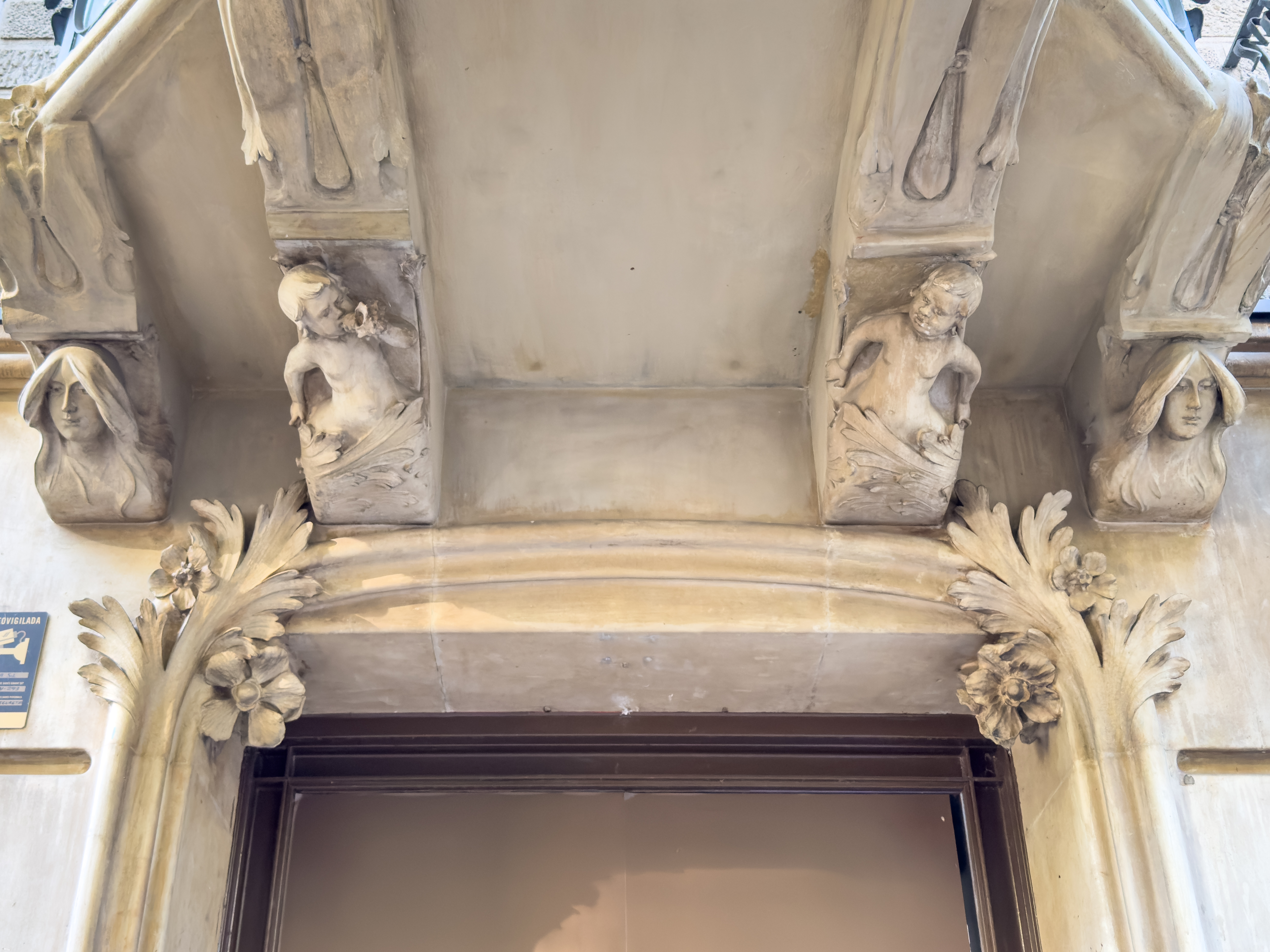